# 冰壺

冰壺比賽場地

冰壺（英語：Curling）又稱為「冰上溜石」。冰壺是一項包含男、女子與混雙項目的隊制冬季奧林匹克運動會項目，冰壺所有的「壺」直接稱為冰壺亦可稱為「石壺」或「壺」，冰壺比賽的兩邊運動員分別把冰壺投出，將自己隊的冰壺盡量留在比賽場地的圓心中並且可將對方的冰壺撞走。

## 歷史
冰壺起源於16世紀的蘇格蘭，當時人們會於冬天時在冰凍的池塘溼地上玩一種推石頭遊戲。最早的冰壺在1511年的蘇格蘭首次出現比賽，後來在17世紀之時，當時比賽所用的石頭被加上一個手把，成了現代冰壺的最初外形。
19世紀時期，冰壺遊戲由在英國傳至歐洲和美洲，並且漸漸的普及起來。1966年，國際冰壺聯合會在英國成立。在1982年國際冰壺聯合會成為世界認可的組織，自此冰壺運動成為了一個世界認可的體育運動。及後在長野冬季奧運中，男、女子的冰壺賽首度成為了正式的比賽項目，其後奧委會更在2006年開設混雙項目與2008年開設輪椅項目。

## 规则

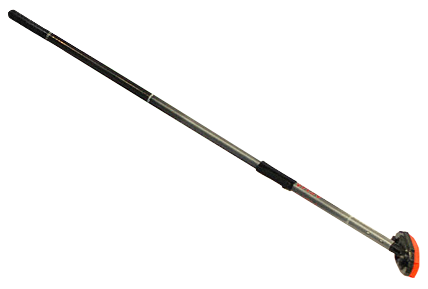
專用刷子

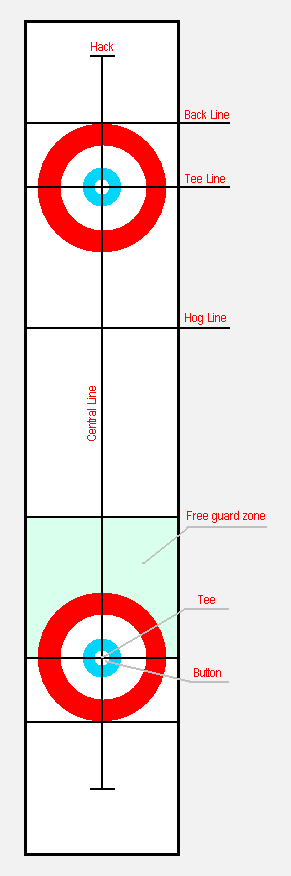
冰壺賽場

在奧運比賽上所用的冰壺必須是為一個由在蘇格蘭的艾爾莎克雷格島上的花崗岩打磨而成，並加上光油的滾輪，石壺的身形稍呈扁狀，而且上面有柄，直徑29厘米、重量為42磅（19）。比賽時共有5個運動員，一個為後備球員，其餘的4個分別是「第一投手」（Lead）、「第二投手」（Second）、「第三投手」（Third）以及最重要的「主将（或隊長）」（Skip），而在賽事中，每隊要派上4位運動員參賽。
主將是領導球賽的角色。當隊員擲壺時，主將應持冰刷（broom），作為擲壺的目標物，並指示冰壺的旋轉（turn）方向及應滑行之距離，並使隊員了解擲壺之目的，以使刷冰員（sweeper）決定應該如何刷冰，因為刷冰可使冰壺增加滑行距離，同時減少行進之曲度（curve）。一場比賽需兩組冰壺，每組各八顆冰壺，應上色彩以使在冰道另端仍可輕易辨識。傳統上，開賽前會透過各擲出2個壺決定誰擁有最後一球擲壺權(Hammer)，總計距離較近「大本營」的一方就會擁有最後一球擲壺權。而在第一局中，不擁有最後一球擲壺權的一隊，是可選擇該隊的使用的顏色的。
在一局之中，冰壺運動員各要兩次在長146至150英尺（45至46），寬度14.5至16.5英尺（4.4至5.0）的比賽場地中，把冰壺推向場中「大本營」（House）的圓心（Button）。當中，大本營直徑12英寸（30），圓心半徑6英寸（15），冰壺要滑行至「大本營」才有機會得到分數,在其中一位運動員要穿上比賽專用的鞋，從起點線中把冰壺推出時，其他的隊員可以在冰壺前以由鬃毛或麥稈製成刷子協助冰壺滑動，以令冰壺到達圓心之內。而兩位以刷子協助冰壺滑動的運動員在到了欄線/前衛線（Tee line）上，需要讓冰壺自行滑行。冰壺滑行期間，不問敵我兩方均可使之移動，即使被撞到的冰壺亦可用刷子移動。擲壺方之刷冰員可在兩圓心線間為己方任何在移動中之冰壺刷冰。但在圓心線之後，每隊僅有一名隊員可為己方的冰壺刷冰，且僅有主將可為對方之冰壺刷冰。
在冰壺比賽中，為避免擁擠，比賽規則對於隊員的位置也有所規定：
- 正在等候的一方：隊長與副隊長可站立於標的端之底線後方，主將也可立於擲壺隊之主將之後下一順位之擲壺員可站在後板（背板）附近，而其他隊員則可站在冰道底端之後或兩欄線之間。
- 正在擲壺的一方：持冰刷的隊長或副隊長可立於標的端圓心線後方之任何位置負責指揮擲壺隊員。

另外當冰壺擲出，正在滑行時，若擲壺方的球員（通常是刷冰員）不慎以身體、衣服或是冰刷碰觸到壺，此壺即視為受觸壺。在冰壺滑行完成後，另外一隊可以就以下三者任擇之一，對該壺進行處分：
- 沒有任何處分,即該壺被碰觸後的所有冰壺位置仍然有效(包括剛擲出的冰壺)。
- 將該冰壺視為無效，所有受影響之冰壺回到原本未擲壺前的位置。
- 用估計的方式將受影響之冰壺放到如沒受影響時估計位於的位置。

而在一場冰壺比賽或遊戲當中有不同的投壺技巧和方法將冰壺推向場中「大本營」的圓心，例如:
- Guard：佈置防守壺在Hog line 與Tee line 之間但不包括大本營範圍,主要的目的是阻擋他人得分,亦可用作為佈置反攻攻勢前的佈局[10]。
- Take Out：將壺擊離有效區域,如果多於一個壺被擊出或計劃被撃出,會用加上量詞形容撃出數量[11]。
- Freeze：將自己的壺貼近對手的壺前,通常用作防守之用,和Guard一樣亦是一種可用作為佈置反攻攻勢前的佈局[12]。

在一局冰壺比賽或遊戲結束後，計算雙方在「大本營」中冰壺的數量，擁有距離中心點最近的冰壺的一方獲勝。勝利方每擁有一個距離中心點更近的冰壺則得到1分，而負方則會有下一局最後擲壺的優勢權,而如果該局雙方沒有人勝出,則沒人得分,而最後擲壺的優勢權將會繼續由原本擁有的一方繼續，一場冰壺比賽合共有10局，最後總分高的一方獲勝。

## 外部連結
- 世界冰壺聯會官方網頁（页面存档备份，存于）
- 冰壺| 冬奧會運動項目 | 北京2022 （页面存档备份，存于）
- 香港冰壺學院 （页面存档备份，存于）
- 中國香港冰壺協會 （页面存档备份，存于）